# Ратлук (филм)
Ратлук (хол. Turks fruit) је холандски еротски филм из 1973. године који је режирао Пол Верховен, по мотивима истоименог романа Јана Волкерса. Номинован је за Оскара за најбољи страни филм.
Филм је остварио огроман успех у Холандији. У биоскопима га је видело више од 3.828.000 гледалаца, а 1999. је проглашен за најбољи холандски филм свих времена. Италијански филмски критичар Фернандо Кроче рекао је да је филм сексплоатација масе, док је Глен Ериксон са DVD Savant Review написала да је Ратлук романтично-утопијски филм, виталан и бестидан као да га је режирао сам Буковски.

## Радња
Ерик живи у кући која је претворена у сметлиште, сваке ноћи спава са другом девојком и стално упада у невоље. Када упозна младу Олгу, његове негативне особине лагано нестају и њих двоје се убрзо венчавају. Упркос њеним честим променама расположења и његовом детињастом понашању, они успевају да остану заједно неколико година. Олга наједном почиње да се мења, постаје неурачунљива и ментално слаба. Након што га превари са пријатељем, она оставља Ерика и одлази у Америку. Срећу се поново, након неколико година – он је још увек заљубљен у њу, а она полако губи битку са тумором на мозгу.

## Улоге
| Глумац            | Улога        |
| ----------------- | ------------ |
| Рутгер Хауер      | Ерик         |
| Моник фан де Фен  | Олга         |
| Тони Хурдеман     | Олгина мајка |
| Вим фан ден Бринк | Олгин отац   |
| Ханс Боскамп      | продавац     |
| Долф де Фрис      | Паул         |